# Rechtsextreme Symbole und Zeichen
Anhänger der internationalen rechtsextremistischen Szene bedienen sich bestimmter Symbole und Zeichen, um ihre Gesinnung in der Öffentlichkeit zu zeigen. Wie alle Symbole dienen sie dem schnellen Wiedererkennen, stellen also einen gruppen- und länderübergreifenden Code dar. Nach deutschem Recht wird das öffentliche Zeigen fast aller rechtsextremistischen Symbole oder Kennzeichen nach § 86 StGB (Verbreiten von Propagandamitteln verfassungswidriger und terroristischer Organisationen) und § 86a StGB (Verwenden von Kennzeichen verfassungswidriger und terroristischer Organisationen) bestraft.
Nach 1945 wurden Symbole und Zeichen der nationalsozialistischen Ideologie, kurz umgangssprachlich auch häufig als Nazisymbole bezeichnet, von der deutschen und internationalen rechtsextremistischen Szene wiederaufgenommen, zum Teil umgedeutet und insbesondere in den 1990er Jahren durch neue Abkürzungen und Symbole erweitert. Diese Entwicklung neuer oder Vereinnahmung bestehender (bisher aber nicht rechtsextremistisch konnotierter) Symbole erfolgte auch als Ersatz für verbotene Symbole. Auch der Wunsch, nur für Insider erkennbare Zeichen zu benutzen, spielte hier eine Rolle – wobei allerdings viele dieser ehemals „geheimen“ Zeichen mittlerweile ebenfalls allgemein bekannt geworden sind.

## Arten
Diese Symbolsprache umfasst neben verbotenen Parolen wie „Meine Ehre heißt Treue“ und „Alles für Deutschland“ auch die Verwendung von Begriffen der nationalsozialistischen Terminologie („Ostmark“) und Chiffren wie die „Ostküste (der USA)“ für die vermeintlich von „den Juden“ beherrschte Politik- und Medienlandschaft der USA, „Mitteldeutschland“ in einer revisionistischen Deutung, Begriffe wie die „Faschismuskeule“, „Auschwitzkeule“ oder auch einfache kalendarische Daten (siehe Jahrestage).

### Grafische Symbole
Viele der hier dargestellten grafischen Symbole werden häufig von Rechtsextremisten verwendet. Da die allgemeinen Symbole oft älteren (germanischen oder keltischen) Ursprungs sind, werden einige von ihnen jedoch auch von unpolitischen Goths oder Neuheiden verwendet. Einige sind Aufnäher (Gauwinkel), andere dienen als Schmuckstücke (Anhänger von Halsketten usw.) und wiederum andere werden auf Plakaten, Aufklebern und Flyern verwendet. Sie werden außerdem als Tätowierungen getragen oder gesprüht, gezeichnet und eingeritzt. Die geschilderte rechtliche Situation bezieht sich auf Deutschland.

#### Allgemeine
| Darstellung | Bedeutung |
| ----------- | --- |
|             | Hakenkreuz: Zeichen der NSDAP, negativ Zeichen der Aktionsfront Nationaler Sozialisten/Nationaler Aktivisten (ANS/NA); verboten und strafbar in allen denkbaren Varianten, also auch seitenverkehrt, negativ etc. Sogar teilweise (nach Ansicht z. B. des Landgerichts Stuttgart) in der rot durchgestrichenen Version, ein beliebter Jackenaufnäher linksorientierter Punks; klargestellt für durchgestrichene Versionen mit einer Entscheidung des Bundesgerichtshofs von 2007. |
|             | Triskele: Benutzung durch den Ku-Klux-Klan, die Afrikaaner Weerstandsbeweging und Blood-and-Honour-Netzwerk, dessen deutsche Division nach dem Recht Deutschlands verboten ist. |
|             | Fasces: in dieser Form sind seit der Zeit des Faschismus in Italien, vor allem ein Parteisymbol der Anhänger Benito Mussolinis. Allerdings finden sich Fasces aufgrund ihres Bezugs zur Römischen Republik in den Hoheitszeichen vieler Gemeinwesen, v. a. der Frankreichs und der USA |
|             | Keltenkreuz: In der hier abgebildeten Form (senkrechter Balken und Querbalken sind gleich lang) Symbol der Neonaziszene. Es steht dabei für die „Überlegenheit der weißen, nordischen Rasse“. Da das Keltenkreuz in der Fahne der neonazistischen VSBD/PdA Verwendung fand, die vom Bundesinnenminister 1982 verboten wurde, gilt es als Kennzeichen einer verfassungswidrigen Organisation im Sinne der § 86, § 86a StGB. Die Verwendung ist daher strafbar. Insbesondere in seiner ursprünglichen Form wird es jedoch auch von Goths, Metal-Fans und esoterisch orientierten Menschen ohne rechtsextremistisches Weltbild beispielsweise als Schmuck getragen. In der Praxis wird die Verwendung daher meist nur dann strafrechtlich verfolgt, wenn es im Zusammenhang mit der VSBD/PdA gezeigt wird. Nach Rechtsprechung des Bundesgerichtshofs aus 2008 kann auch eine isolierte Verwendung des Symbols gem. § 86a StGB strafbar sein, es sei denn die äußeren Umstände ergeben, dass der Schutzzweck der Norm eindeutig nicht tangiert ist, insbesondere das Symbol offenkundig in einem unverfänglichen Zusammenhang gebraucht wird. Ein solches Keltenkreuz war in den 1930er Jahren unter anderem Symbol des faschistischen französischen Parti populaire français. Seit dem 14. November 2008 ist in Deutschland das Tragen des stilisierten rahmenlosen Keltenkreuzes (wie abgebildet) als Symbol für White Power strafbar. |
|             | Weiße Faust bzw. Arische Faust: Die weiße, aufwärts gerichtete, meist rechte geballte Faust ist eines der weltweit am häufigsten verwendeten Symbole im Neonazi-Umfeld. Die Faust wird häufig eingeschlossen durch den ebenfalls weißen Schriftzug White Power (WP), Supreme White Power (SWP) oder White Pride World Wide (WPWW). In der rechtsextremen Skinhead-Szene wird die Faust auch oft in einem Lorbeerkranz gezeigt. |
|             | Wolfsangel (vertikal oder horizontal): Von den Nationalsozialisten verwendetes Symbol. So trugen die Adjutanten der Hitlerjugend die Wolfsangel als Ärmelaufnäher. Auch die SA-Standarte Feldherrnhalle, der Nationalsozialistische Schülerbund und die Panzerbrigade 106 Feldherrnhalle verwendeten dieses Zeichen. Die Wolfsangel soll in diesem Zusammenhang Wehrhaftigkeit symbolisieren. Nach dem Ende der NS-Diktatur wurde das Symbol gelegentlich in rechtsextremistischen Kreisen weltweit aufgegriffen. So war die Wolfsangel Erkennungssymbol der 1982 verbotenen Jungen Front (JF). Heutzutage nutzt das ukrainische Regiment Asow das Symbol. Im Kontext von rechtsextremistischen Organisationen ist die Verwendung der Wolfsangel in Deutschland strafbar. Legale Verwendung gibt es zum Beispiel im Wappen von zahlreichen Städten und Gemeinden, aber auch in der Forstwirtschaft. |
|             | Othala/Odal-Rune: Symbol der Hitler-Jugend, später Verwendung durch Wiking-Jugend und den Bund Nationaler Studenten (BNS); strafbar (Strafbarkeit zuweilen strittig). Die Zeitschrift Nation und Europa bezeichnete sie 1993 als „ein altes nordisches Symbol der Ahnentreue“. (Eine leicht abgewandelte Version findet als sogenannter Kopfwinkel in der Bundeswehr Verwendung bei den Dienstgradabzeichen der Hauptfeldwebel, Hauptbootsleute und Oberfähnriche.) |
|             | Sieg-Rune: Im Nationalsozialismus als einfache Sieg-Rune Zeichen des deutschen Jungvolkes in der Hitler-Jugend, als doppelte Rune Zeichen der SS, heute oft Verwendung anstelle der normalen Schreibweise des S; strafbar. Wie auch andere Runen sollen sie eine jahrtausendealte gemeinsame „germanische“ Vergangenheit suggerieren. Die ANS/NA verwendete auch eine Sieg-Rune mit waagerechten Spitzen. |
|             | Elhaz- oder Algiz-Rune: Unter dem NS-Regime wurde die sogenannte Lebensrune als Lebensborn-Zeichen sowie in Abgrenzung zur christlichen Symbolik anstatt der üblichen genealogischen Zeichen für das Geburtsdatum (*) und in gestürzter Form (ᛣ) für das Sterbedatum (†) verwendet. Das Symbol wurde unter anderem auf Gräbern von SS-Angehörigen angebracht und fand durchgehend bis zum Schluss Verwendung; nicht selten auch noch nach 1945. Als im Mai 1945 im Sonderbereich Mürwik, dem Aufenthaltsort der letzten Reichsregierung, die Offiziere Wolfgang Lüth und Hans-Georg von Friedeburg verstarben, wurden sie auf dem Friedhof Adelby nebeneinander beigesetzt. Sie erhielten einen identischen Grabstein, in der Gestalt des Tatzenkreuzes, wie es die Wehrmacht führte, sowie eine Inschrift mit der besagten Rune. |
|             | Tiwaz- oder Tyr-Rune, auch Kampfrune: Kennzeichen der 32. SS-Freiwilligen-Grenadier-Division „30. Januar“, Erkennungszeichen der Hitlerjugend und Abzeichen der Reichsführerschulen der NSDAP. Daher strafbar, auch bei abweichender Farbgebung. |
|             | Schwarze Sonne: Ein später als Schwarze Sonne identifiziertes Symbol ließ die SS in den Obergruppenführersaal der Wewelsburg ein. Das Symbol wurde erst ab 1991 mit dem bereits älteren esoterisch-neonazistischen Konzept einer Schwarzen Sonne in Verbindung gebracht. Die Schwarze Sonne ist sowohl in der rechten als auch in der unpolitischen Esoterikszene verbreitet. Sie zeigt eine Art Sonnenrad, dessen zwölf Speichen als inverse Siegrune interpretiert werden können. Es können auch drei Hakenkreuze innerhalb des Symbols erkannt werden. Die Schwarze Sonne ist daher zu einem anerkannten Ersatzsymbol für die beiden verbotenen Zeichen geworden. |
|             | Hammer und Schwert: Symbol freier nationalistischer Gruppen (siehe Freie Kameradschaften); nicht strafbar. |
|             | Sonnenkreuz: Benutzung insbesondere durch den Ku-Klux-Klan; strafbar. |
|             | Mjölnir/Thorshammer: Kriegshammer, ikonographisches Attribut des germanischen Gottes Thor. Ein kleiner Hammer wird als Schmuck an einer Halskette getragen. Dieser Schmuck wird wegen des Bezugs aufs „Germanentum“ oft von Rechtsradikalen getragen, allerdings zu großen Teilen auch von Goths, Metallern und neuheidnisch orientierten Menschen ohne rechtsextremistisches Weltbild. Nicht strafbar. |
|             | Eisernes Kreuz: Die Agentur für soziale Perspektiven konstatiert: Das Eiserne Kreuz sei neben dem Thorshammer „das am häufigsten gezeigte Symbol der extremen Rechten“. Zwar sei es je nach Kontext „kein explizit rechtes Bekenntnis, doch stets ein Symbol für Militarismus und martialische Männlichkeit.“ Daneben wurde das Eiserne Kreuz ohne rechtsextremistischen Hintergrund seit den späten 1960er Jahren zunehmend als Symbol in der Pop- und Subkultur verwendet. Den Anfang machten dabei amerikanische Subkulturen wie die Biker-, die Muscle-Car-Szene und Rockmusiker. Wie viele Trends setzte sich dieser Gebrauch später auch in Europa durch. |
|             | Irminsul: 1929 stellte Wilhelm Teudt in seinem Buch Germanische Heiligtümer die These auf, das Kreuzabnahmerelief an den Externsteinen zeige mit dem gebogenen Gegenstand, auf dem die Figur eines Mannes steht, die – zum Zeichen für den Sieg des Christentums gebeugte – Kultsäule der Sachsen. Dass Teudt für seine These keinen positiven Beweis antreten konnte, hinderte die erneute Popularität des alten Symbols nicht. Von der Fachwissenschaft wird seine Interpretation nicht geteilt. Emblem der Forschungsgemeinschaft Deutsches Ahnenerbe. Im Vordergrund stand dort die Vorstellung, mit der Irminsul ein Gegensymbol zum christlichen Kreuz und einen sinnfälligen Ausdruck für die Idee des Ahnenerbes zu haben. Nicht strafbar. |
|             | Deutscher Stahlhelm: Seitenansicht eines Stahlhelms der Reichswehr bzw. der Wehrmacht (hier vermutlich eines M35). Symbol deutscher Veteranen des Ersten bzw. Zweiten Weltkriegs und ihrer Vereinigungen (z. B. des Stahlhelm, Bund der Frontsoldaten), aber auch Zeichen für Militarismus. |

- Tomoe sind eigentlich Symbole, die in japanischen Wappen, aber auch im Buddhismus und Shintō verwendet werden. Sie bestehen aus einem Kreis, in dem (meist) drei Magatama-förmige Figuren mit der Ausbuchtung nach innen dort eine Art Triskele bilden. Japanische Rechtsextremisten (uyoku) tragen manchmal Armbänder, auf denen vier Magatama aufgeführt sind, so dass die innere Figur vier Haken wie das Hakenkreuz aufweist, was so zu einer starken optischen Ähnlichkeit mit den Hakenkreuzarmbinden der Zeit des Nationalsozialismus führt.

#### Nationalsozialismus
| Darstellung | Bedeutung |
| ----------- | --- |
|             | Emblem der Nationalsozialistischen Deutschen Arbeiterpartei (NSDAP) |
|             | SS-Abzeichen, strafbar. |
|             | SS-Totenkopf, auch mit der SS-Losung „Meine Ehre heißt Treue“. Strafbar. |
|             | SA: Zeichen der Sturmabteilung, verboten. |
|             | Gebiets- oder Gaudreieck, auch Gauwinkel (siehe Gau (NSDAP), wurde zur Kennzeichnung von NS-Uniformträgern verwendet und Reichsgau); hier: Traditions-Arm-Dreieck der HJ. Seit 2002 strafbar. |
|             | SS-Divisionsabzeichen, von der Waffen-SS verwendete Abzeichen und Symbole seiner insgesamt 38 Divisionen. Werden von Rechten und Rechtsextremen oft direkt oder in abgewandelter Form verwendet; hier: 1. SS-Panzer-Division Leibstandarte SS Adolf Hitler.                                                          |
|             | SS-Ärmelraute; hier die des Sicherheitsdienstes des Reichsführers SS. Verwendet von Combat 18, dann mit dem SS-Totenkopf und der Abkürzung C18 in der Raute. Findet ohne rechtsextremistischen Hintergrund in Form- und Farbgebung Verwendung beim „Onepercenter“-Abzeichen der sogenannten Outlaw Motorcycle Gangs. |

#### Staaten und ihre Organisationen

Hoheitszeichen des Deutschen Reiches (1933–1945): Reichsadler mit Hakenkreuz (heute gelegentlich durch das Eiserne Kreuz ersetzt)
Das „Liktorenbündel-Emblem“ (hier die römische Variante mit seitlichem Beil), das Staatsemblem des Faschistischen Italien (1927–1929)
Das Staatswappen der faschistischen Sozialrepublik von Salò (hier die „republikanische“ Variante mit mittigem Beil)
Die Francisque, das Emblem des von 1940 bis 1944 bestehenden französischen Vichy-Regimes unter Pétain mit dem staatlichen Wahlspruch Travail, Famille, Patrie.
Wappen von Franco-Spanien
Staatsemblem während der Griechischen Militärdiktatur

#### Parteien und politische Bewegungen

Buchstabenlogo der AfD mit rotem Pfeil
Emblem der Partei Der III. Weg
Lambda als Logo der Identitären Bewegung
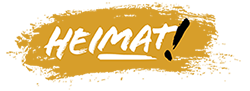
Loge der Heimat mit zeitgenössischem Schriftzug
Emblem der türkischen Milliyetçi Hareket Partisi (MHP)
Emblem der griechischen Goldenen Morgenröte
Abzeichen der italienischen Faschisten
Emblem der spanischen Falange
Emblem der austrofaschistischen Vaterländischen Front
Emblem der portugiesischen Nationalen Union
Logo des (neo-)faschistischen Movimento Fascismo e Libertà
Logo der neofaschistischen Forza Nuova
Emblem der Ustascha: Großbuchstabe U für Ustaša, darin eine Granate mit kroatischem Wappenschild
Emblem der serbischen ZBOR
Emblem der ungarischen Pfeilkreuzler
Emblem der rumänischen Eisernen Garde
Emblem des norwegischen Nasjonal Samling mit Sonnenkreuz.
Ludakenkreuz, auch Zeichen des slowakischen Nationalsozialismus
Emblem des französischen Rassemblement national populaire

#### Paramilitärische Organisationen

Mützenabzeichen der italienischen Schwarzhemden
Abzeichen der Parteimiliz HOS während des Kroatien- und Bosnienkriegs (1991–1993)
Abzeichen der serbischen Beli Orlovi
Emblem der paramilitärischen Gruppe Russische Nationale Einheit
Emblem der ukrainischen paramilitärischen Einheit Regiment Asow
Emblem der russischen paramilitärischen Gruppe Russitsch
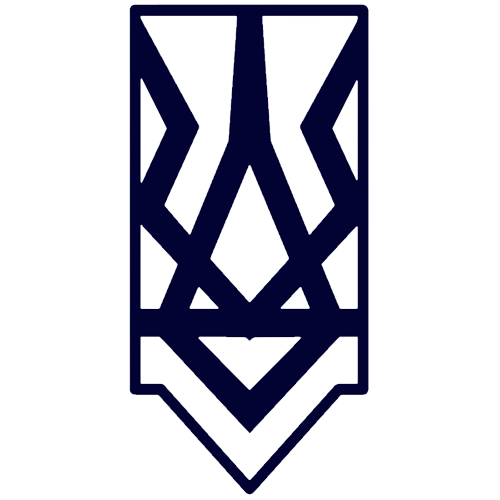
Emblem des ukrainischen Nationalen Korps
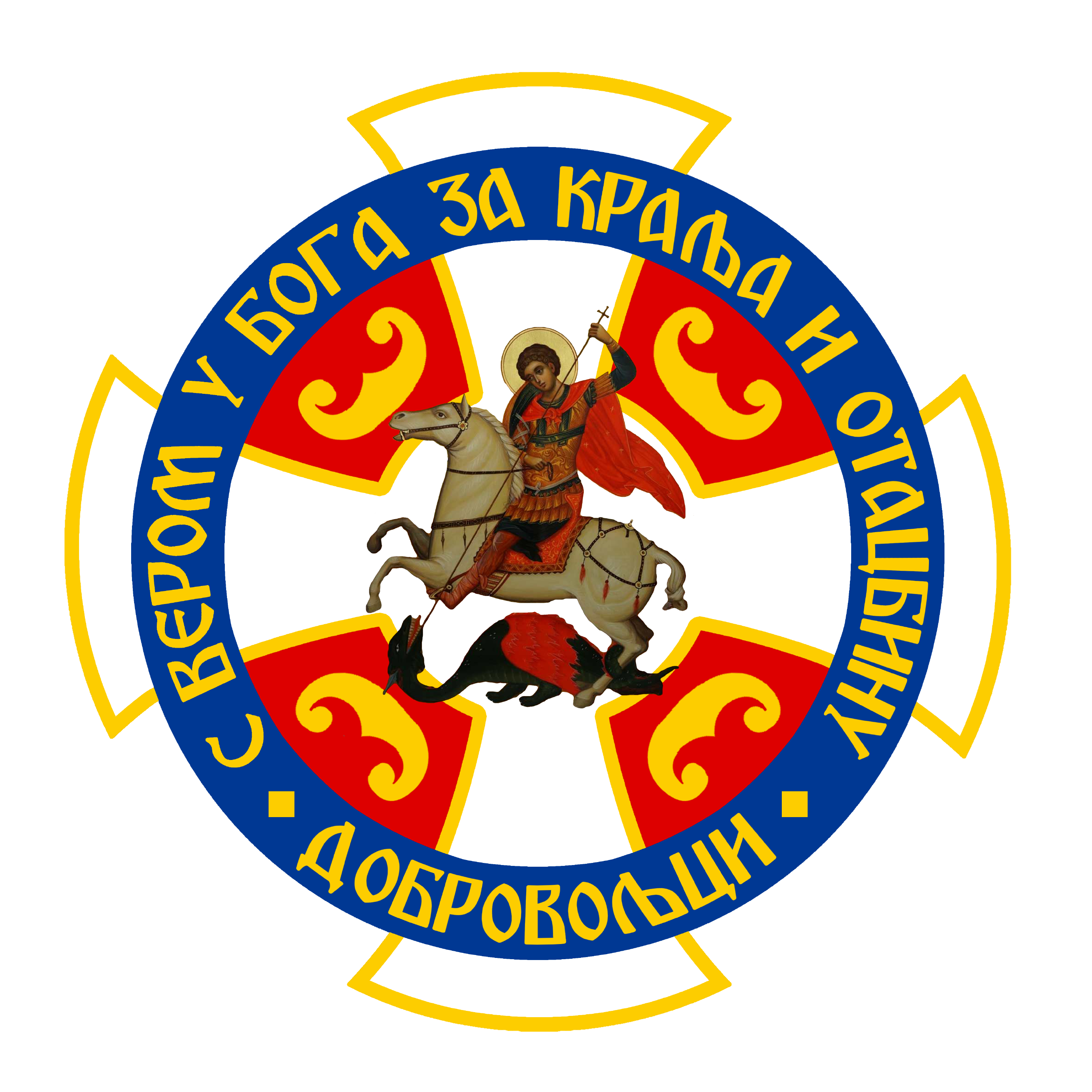
Emblem des Serbischen Freiwilligen-Korps
Emblem der slowakischen Hlinka-Garde
Emblem der slowakischen Rodobrana

#### Kriminelle und terroristische Organisationen

Flagge der türkischen Grauen Wölfe
Aryan Brotherhood
Atomwaffen Division
Ku Klux Klan
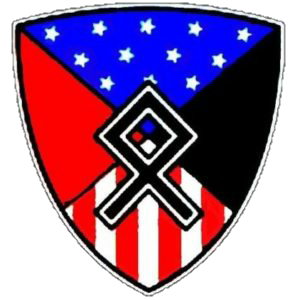
National Socialist Movement der USA
Hammerskins-Logo
Afrikaner Weerstandsbeweging

#### Religiöse Vereinigungen

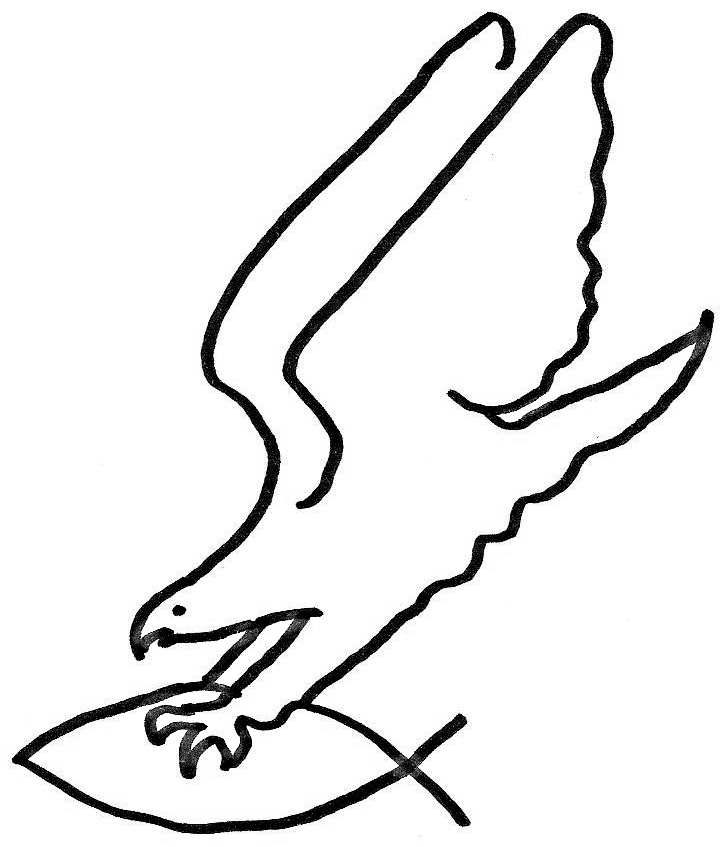
Bildmarke „Adler fängt Fisch“ der verbotenen Artgemeinschaft
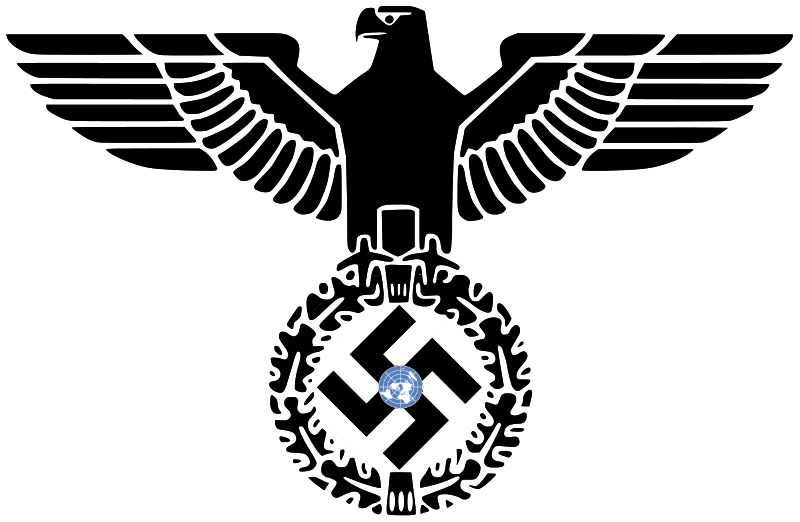
New Order-Logo als Reichsadler-Version

### Flaggen

#### Deutschland

Reichs- und Nationalflagge des Deutschen Reichs 1935–1945
Reichsflagge 1867–1919
National- und Handelsflagge 1933–1935
Reichskriegsflagge 1892–1921
Reichskriegsflagge 1933–1935
Reichskriegsflagge 1935–1938
Reichskriegsflagge 1938–1945
Reichsflagge (mit Eisernem Kreuz)
Reichsadlerflagge
Wirmer-Flagge

Auf Demonstrationen und Märschen der Neonazi-Szene werden oft Fahnen mitgeführt. Zu den häufigsten auf solchen Veranstaltungen anzutreffenden gehören die Folgenden:
- Reichskriegsflagge: die Reichskriegsflagge gab es in vier Versionen in den Jahren 1867–1945; strafbar in der Version von 1935 bis 1945 mit Hakenkreuz, die Version von 1867 bis 1921 wird zum Beispiel im Freistaat Sachsen auf Antrag polizeilich eingezogen. Sie wurde auch als Zeichen der Nationalen Sammlung (NS) verwendet.
- Schwarz-Weiß-Rote Flaggen, manchmal mit Eisernem Kreuz: Die Farben sind die des Norddeutschen Bundes von 1867 sowie die des Deutschen Kaiserreiches von 1871, die von den Nationalsozialisten und im „Dritten Reich“ wieder aufgegriffen wurden.[13] Sie stehen im Gegensatz zu den Farben Schwarz-Rot-Gold, die u. a. für die Märzrevolution der deutschen Demokratiebewegung, die Weimarer Republik und heute insbesondere für die Bundesrepublik Deutschland stehen, die Rechtsextremisten überwinden wollen. Zudem ermöglicht sie, ohne unter Strafe zu stehen, das öffentliche Anknüpfen an den Nationalsozialismus.
- Flagge Deutschlands: zwar werden die Farben Schwarz-Rot-Gold von vielen Rechtsextremisten abgelehnt, da sie sowohl die Nationalfarben der von den Rechtsextremisten abgelehnten Weimarer Republik als auch der Bundesrepublik Deutschland sind. Allerdings wird damit versucht, Anschluss an die Mitte der Gesellschaft zu finden und Menschen zu erreichen, die sich mit den Farben Schwarz-Rot-Gold identifizieren, aber keine Rechtsextremisten sind. Dies ist Teil der Normalisierungsstrategie einiger Rechtsextremisten.[14]
- Zudem werden Flaggen von rechtsextremistischen Organisationen mitgetragen (zum Beispiel der NPD oder deren Jugendorganisation der Jungen Nationaldemokraten).
- Weiterhin wird insbesondere in der teilweise rechtsextremen Reichsbürger-Szene die Wirmer-Flagge verwendet, eigentlich ein Symbol des deutschen Widerstandes gegen den Nationalsozialismus.

#### Andere Staaten

Kriegsflagge der Italienischen Sozialrepublik
Schwarze Flagge des Faschismus[15]
Staatsflagge Franco-Spaniens
Parteiflagge der spanischen Falange
Flagge des französischen Rassemblement national populaire
Parteiflagge der British Union of Fascists
Parteiflagge der rumänischen Legion Erzengel Michael
Staatsflagge Ustascha-Kroatiens
Parteiflagge der ungarischen Pfeilkreuzler
Flagge der Hlinka-Partei bzw. des slowakischen Nationalsozialismus
Flagge der Slowakischen Gemeinschaft
Flagge der Organisation Ukrainischer Nationalisten bzw. des Rechten Sektors
Flagge der Konföderierten Staaten von Amerika

### Abkürzungen
Die hier aufgeführten Buchstaben oder Zahlen haben sich in der Neonazi-Szene etabliert und werden in dieser Form z. B. als nicht strafbare Version für verfassungswidrige Symbole oder Parolen verwendet. Verwendung finden diese Abkürzungen zum Beispiel als Aufdruck oder Aufnäher von Kleidungsstücken wie Baseballkappen, T-Shirts usw. oder auch als Ergänzung zu Unterschriften bei Texten, Demonstrations-Bannern und Fahnen, CD-Beiheften oder Plattencovern etc., um die eigene Gesinnung zu zeigen.
| Abkürzung    | Bedeutung |
| ------------ | --- |
| 13/4/7       | steht als Zahlencode für die Abkürzung MdG, der in Deutschland und Österreich strafbaren Grußformel „Mit deutschem Gruß“. |
| 18           | steht für den 1. und 8. Buchstaben des lateinischen Alphabets und wird als Synonym für die Initialen Adolf Hitlers verwendet. So benannte sich eine neonazistische britische Terrororganisation Combat 18, ein Nebenprojekt der Rechtsrock-Band Sturmwehr heißt Sturm 18. |
| 28           | steht für den 2. und 8. Buchstaben des Alphabetes und dient als Abkürzung für Blood and Honour. B&H ist eine in vielen Staaten aktive neonazistische Bewegung, die sich nach der Losung der Hitler-Jugend benannt hat. Ende Sommer 2000 wurden B&H und deren Jugendorganisation White Youth in Deutschland verboten. |
| 2YT4U/2yt4u  | steht für die Worte „too white for you“ (deutsch: „zu weiß für dich“) |
| 74           | steht für den 7. und 4. Buchstaben des Alphabetes und dient als Abkürzung für „Großdeutschland“ |
| 84           | steht für den 8. und 4. Buchstaben des Alphabetes und dient als Abkürzung für „Heil Deutschland“ und wird als Grußformel verwendet („Heil dir“) |
| 88           | steht für zwei Mal den 8. Buchstaben des Alphabetes und dient als Abkürzung für den Gruß „Heil Hitler“. Beispielsweise hieß ein bekannter Neonazitreffpunkt in Neumünster (Schleswig-Holstein) Club 88 und eine der ältesten US-amerikanischen Hatecore-Bands Chaos 88. |
| 444          | steht für DdD („Deutschland den Deutschen“), dies soll die Unerwünschtheit von Ausländern symbolisieren. |
| 19/8         | steht für den 19. und den 8. Buchstaben des Alphabets, als Abkürzung für „Sieg Heil“. |
| 192          | steht für die Buchstaben 1, 9 und 2 des Alphabets, also „AIB“ für „Adolf is back“ |
| 1488         | steht für die Fourteen Words von David Eden Lane und die Abkürzung „Heil Hitler“, 8 = achter Buchstabe im Alphabet, 88 = HH = Heil Hitler. Daneben kann es auch für 1 = Auf, 4 = Deutschland, 8 = Heil, 8 = Hitler stehen. |
| 1888         | 1 = Adolf, 8 = Hitler, 8 = Heil, 8 = Hitler |
| 168:1        | ist eine zynische „Bilanz“ des Bombenanschlags auf das Murrah Federal Building in Oklahoma City (USA) vom 19. April 1995. Die Zahlenkombination, die zuerst auf T-Shirts von Rechtsextremisten in den USA erschien, soll die 168 Todesopfer, die der Anschlag forderte, dem Tod des Haupttäters Timothy McVeigh gegenüberstellen, der dafür am 11. Juni 2001 hingerichtet wurde. Laut dem Journalisten Lou Michel habe McVeigh diesem vor seiner Hinrichtung gesagt, dass es auf die roheste Weise ausgedrückt 168 zu eins für ihn stehe und er sich selbst als Sieger fühle. Er pflegte enge Kontakte zu verschiedenen rechtsextremistischen Organisationen und hatte Sympathien für sie; Rechtsextremisten betrachten ihn als einen der ihren. |
| 14 words     | steht für „We must secure the existence of our people and a future for white children“ (‚Wir müssen den Fortbestand unseres Volkes und die Zukunft weißer Kinder sichern.‘) und bezieht sich auf ein Zitat des US-amerikanischen Rechtsterroristen und Rassisten David Eden Lane. Selten findet sich auch die Erklärung, dass die Zahl 14 für den 1. und 4. Buchstaben des Alphabetes steht und als Abkürzung für „Auf Deutschland“ dient. Eine bekannte Rechtsrock-Band heißt 14 Nothelfer, in ihrem Lied 14 Words heißt es: „Es gibt einen Satz, den vergesse nie! Kämpfe, lebe, streite nach ihm! 14 words, never forget!“. |
| 4/20         | auch 4:20 oder 420. Steht in der amerikanischen Datumsangabe für den 20. April, den Geburtstag Hitlers. Dies steht in keinem Zusammenhang zu 420 aus der Cannabis-Kultur. |
| AfD          | Alles für Deutschland, Wahlspruch der SA. Nicht zu verwechseln mit der Partei Alternative für Deutschland. |
| B & H        | steht wie auch „28“ für Blood and Honour (dt. ‚Blut und Ehre‘). |
| C18 bzw. 318 | Combat 18, bewaffneter Arm des Neonazinetzwerks Blood and Honour |
| HFFH         | steht für „Hammerskins forever, forever Hammerskins“. |
| HooNaRa      | Name einer rechtsextremistischen Hooligan-Gruppierung (das Akronym steht für „Hooligans – Nazis – Rassisten“). |
| JOG          | Jewish Occupied Government, zionistisch oder jüdisch besetzte Regierung. |
| Q            | QAnon |
| RAC          | Rock Against Communism |
| RAHOWA       | steht für „RAcial HOly WAr“, was ‚heiliger Rassenkrieg‘ heißt. |
| SGH          | Abkürzung für „Sieg Heil“ |
| SWP          | „Supreme White Power“, Steigerung von „White Power“; bedeutet ‚höchste (überlegene) weiße Macht‘. |
| WAR          | (In Deutschland auch WAW): Steht für White Aryan Resistance (‚Weißer arischer Widerstand‘). |
| W.A.P.       | steht im neueren Gebrauch für „White Aryan Power“ (‚Weiße arische Macht‘) in Erweiterung und Anlehnung an vorstehende Kürzel. |
| W.O.T.A.N.   | steht für „Will Of The Aryan Nation“, zu Deutsch: ‚[Der] Wille der arischen Nation‘, mit einer Anlehnung an den germanischen Gott Wotan. |
| WP           | steht für „White Power“ (‚weiße Macht‘), einen Wahlspruch des Ku-Klux-Klan. Später wurde es von dem britischen Neonazi Ian Stuart Donaldson, dem Sänger der Band Skrewdriver, zusammenfassend für die nazistische und rassistische Theorie von der Vorherrschaft der „weißen Rasse“ benutzt. |
| WPWW         | „White Pride World Wide“ (‚weißer Stolz weltweit‘). |
| WWG1WGA      | „Where we go one we go all.“ Slogan der Bewegung um die rechtsextreme und antisemitische Verschwörungstheorie QAnon. |
| ZOG          | Zionist Occupied Government, zionistisch/jüdisch besetzte Regierung. |
| 1161         | Vor allem in der Neuen Rechten bekannt als Gegenabkürzung zu 161 (Antifaschistische Aktion). 1161 steht für Anti-Antifaschistische Aktion (1 = A, 1 = A, 6 = F, 1 = A). |

Besonders beliebt sind auch Kombinationen der jeweiligen Zahlensymbole wie 88/14 oder 14/88. Rechtsrock- und NSBM-CDs kosten bei neonazistischen Versandhandlungen nicht selten 14,88 Euro.
Stärker in den USA als in Europa sind folgende Symbole verbreitet:
| Abkürzung | Bedeutung |
| --------- | --- |
| 5         | „I have nothing to say“ (‚Ich habe nichts zu sagen‘): In Anlehnung an den 5. Verfassungszusatz der Verfassung der Vereinigten Staaten von Amerika, welcher unter anderem das Recht zu schweigen garantiert. Ein Code für Ungesagtes, bei dem sich der Zuhörer oder Leser selbst denken kann, was es ist. |
| 311       | Gesprochen „3 mal 11“. 11 steht für K, den 11. Buchstaben des Alphabetes, daher KKK, das Kürzel für den Ku-Klux-Klan. |
| 33/6      | 33 steht ebenfalls für 3 mal 11 und damit für KKK. 6 ist die gegenwärtige Ära des Ku-Klux-Klans sowie die Anzahl der Gründer der Vereinigung. |
| 100 %     | … rein arische Abstammung |
| 4/19      | steht für das Datum der FBI-Aktion gegen die Sekte der Davidianer in Waco 1993 und den Bombenanschlag auf das Murrah Federal Building in Oklahoma City 1995. Es ist ein Symbol für die Abneigung gegen die US-Regierung. |
| AKIA      | steht für „A Klansman I am“ (‚Ich bin ein Klansmitglied‘). |
| AYAK      | steht für „Are You A Klansman?“ (‚Bist du ein Klansmitglied?‘). |
| CI        | Christian Identity (‚christliche Identität‘). Damit wird weiße und christliche Identität gleichgesetzt, wodurch gleichzeitig allein Christen als ein angebliches „auserwähltes Volk“ bezeichnet und Juden ausgeschlossen werden, da diese nach Ansicht der Rechtsextremisten von Tieren oder dem Satan abstammen (siehe auch Antisemitismus). |
| FGRN      | steht für „For God, Race and Nation“ (‚Für Gott, Rasse und Nation‘), was ein typischer Ausruf des Klans ist. |
| ITSUB     | steht für „In The Sacred Unfailing Being“ und ist ein Verweis auf Gott. Diese Abkürzung wurde vom zweiten Ku-Klux-Klan Anfang des 20. Jahrhunderts entwickelt, hat aber heute keine Bedeutung mehr. Sie wird aber heute noch von Klansmitgliedern zur Identifikation verwendet. |
| KABARK    | steht für „Konstantly Applied By All Regular Klansmen“ (‚Ständig angewendet von allen regulären Klansmänner/Klansmitglieder‘). Wurde ursprünglich vom Zweiten Ku-Klux-Klan im frühen 20. Jahrhundert entwickelt, der jedoch nicht überdauerte. Spätere Inkarnationen des KKK verwendeten jedoch weiterhin viele seiner Codes und Rituale. Heutzutage hat KABARK keine wirkliche Bedeutung mehr, wird aber von Anhängern des Klans im Internetchats als Abschiedsgruß verwendet, bevor man den Chat verlässt. |
| KIGY      | steht für „Klansman I Greet You“ (‚Klansmitglied ich grüße dich‘). |
| KLASP     | steht für „Klannish Loyalty, A Sacred Principle“ (‚Klannische Loyalität, ein heiliges Prinzip‘). |
| LOTIE     | steht für „Lady Of The Invisible Empire“, also einem weiblichen Ku-Klux-Klansmitglied |
| UAO       | „United As One“ (‚vereint wie einer‘ oder auch ‚vereint als einer‘), Grußformel weißer Rassisten. |
| USA       | „Unser seliger Adolf“, erstmals gebraucht von Winifred Wagner. |
| 44+44     | 44+44=88, 88 für jeweils den achten Buchstaben im Alphabet, das H, also HH für Heil Hitler. Außerdem werden die Vieren jeweils wie das SS-Zeichen (die Siegrune) geschrieben. |

### Jahrestage und Rituale
Symbolischen Gehalt haben verschiedene Jahrestage:
- der 30. Januar als Tag der Machtübernahme der Nationalsozialisten in Deutschland 1933
- der 13. Februar als Tag der Luftangriffe auf Dresden,
- der 20. April als Geburtstag Hitlers,
- der 1. Mai als Tag der nationalen Arbeit von den Nationalsozialisten vereinnahmter Feiertag von dem „Kampftag der Arbeiterbewegung“ (Erster Mai),
- der 17. August als Todestag von Hitlers Stellvertreter Rudolf Heß im Kriegsverbrechergefängnis Spandau,
- der 9. November als Tag des gescheiterten „Hitlerputsches“ im Jahr 1923 sowie der Novemberpogrome 1938 im Jahr 1938.

Sommer- und Winter-Sonnenwendfeiern sind jährlich Anlässe für Zusammenkünfte rechter Strukturen.

### Kleidung und Accessoires

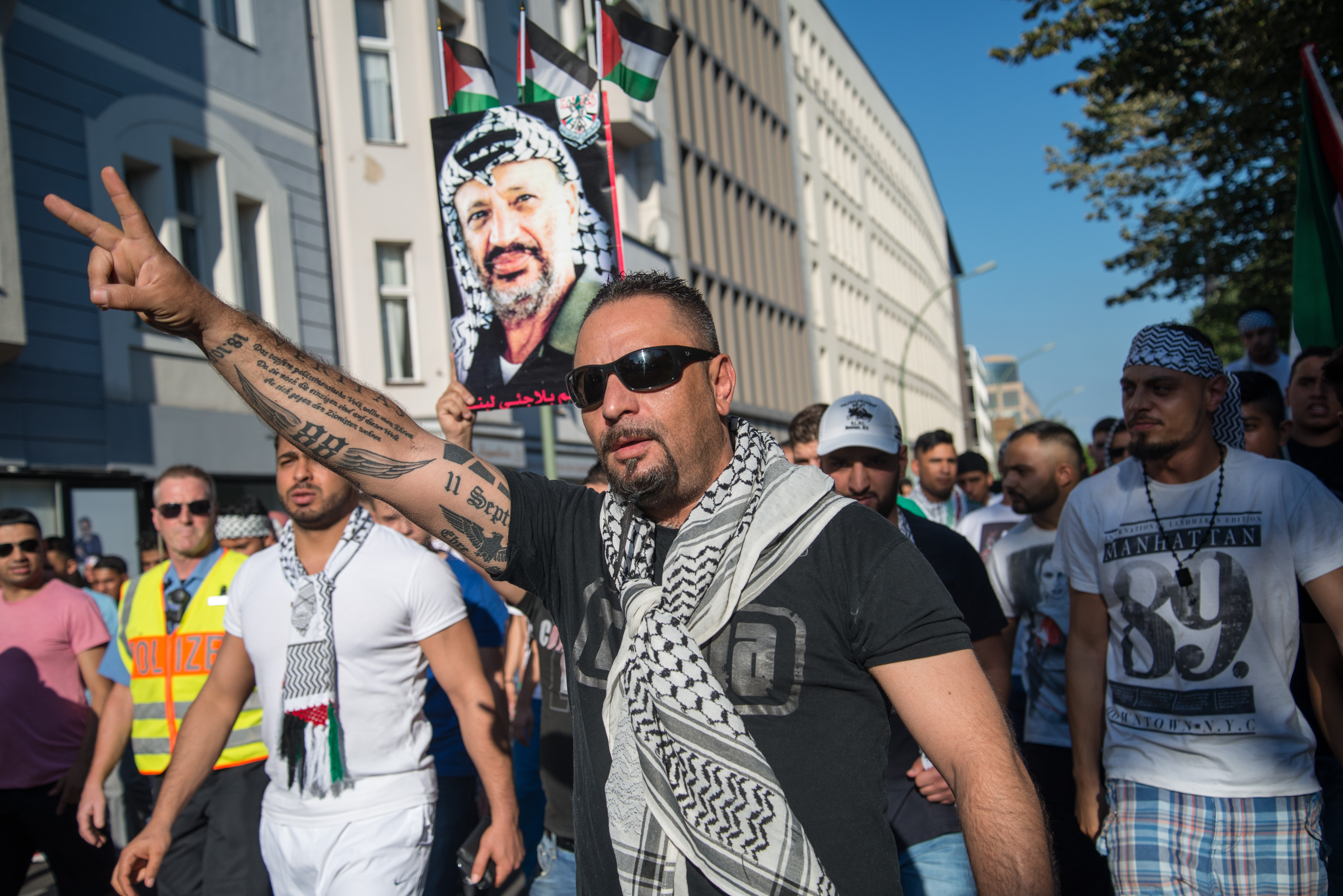
Antisemitischer Demonstrant auf einer Gaza-Solidaritätsdemonstration in Berlin im Juli 2014 (Anlass Operation Protective Edge), den Kühnengruß zeigend mit Kufiya und der Zahl „88“ als Code für Heil Hitler sowie 9/11 am Unterarm eintätowiert

Kleidungsstücke, die im Herstellernamen bzw. Schriftzug die Buchstabenfolge nsdap (Consdaple) zeigen, werden von der Neonaziszene gerne getragen. Beispielsweise auf Shirts ist der Schriftzug so angebracht, dass bei geöffneter Jacke nur noch das Akronym der verbotenen Partei NSDAP sichtbar ist. Bekleidungsfirmen wie Lonsdale (bei geöffneter Jacke sind hier die Buchstaben NSDA zu erkennen) distanzieren sich jedoch von solchen Assoziationen. Im deutschsprachigen Raum erfreuen sich auch Schuhe der Marke New Balance einer gewissen Beliebtheit bei Neonazis. Als Grund dafür wird das Logo der Marke gesehen, ein aufgenähtes „N“ auf den Schuhen, mit dem sich Träger als „Nationalist“ kennzeichnen. Auch diese Assoziation wird von der Herstellerfirma zurückgewiesen. Die Marke selbst boykottierte Läden, die der rechten Szene zugerechnet wurden.

Logo der antifaschistischen Initiative Hooligans Gegen Satzbau als Parodie auf die nationalsozialistische Hakenkreuzflagge.

Weitere in der Szene beliebte Accessoires sind glattrasierte Köpfe und Kleidungsstücke der Marken Thor Steinar und Harry North. Weitere sehr bekannte Marken in dieser Szene sind Troublemaker, Masterrace Europe, Pit Bull und Rizist. Auch das ursprünglich im politisch linken Spektrum beheimatete Palästinensertuch erfreut sich in der Neonaziszene als Ausdruck des Antisemitismus einer steigenden Beliebtheit. Zweck dieses Wandels ist es, in den gesellschaftlichen Mainstream zu gelangen. Eindeutigere Bezüge zum Nationalsozialismus stellen etwa Kleidungsstücke dar, die auf die Hakenkreuzfahne anspielen, wobei das Kreuz entweder weggelassen wird, so dass etwa nur ein rotes T-Shirt mit einem weißen Kreis bleibt, oder indem man das Kreuz durch ein anderes Symbol ersetzt (vergleiche aber auch bspw. Storch Heinar und Hooligans Gegen Satzbau, die analoge Abwandlungen verwenden, um ihre Ablehnung rechter Ideologien deutlich zu machen). Weiterhin gibt es Kleidungsstücke mit der Aufschrift „HKNKRZ“, welches das Wort Hakenkreuz ohne seine Vokale darstellt. Das Tragen eines solchen Kleidungsstücks und dem damit verbundenen Bekenntnis zum Nationalsozialismus ist in Deutschland bisher noch straffrei.
Ein weiteres Erkennungszeichen von Rechtsextremen ist etwa das Tragen einer Kornblume, welches bereits seit Anfang des 20. Jahrhunderts das Erkennungszeichen deutschnationaler Gruppen in Deutschland und Österreich war, wie etwa dem Verein für Deutsche Kulturbeziehungen im Ausland oder der Alldeutschen Vereinigung von Georg von Schönerer.

### Gesten

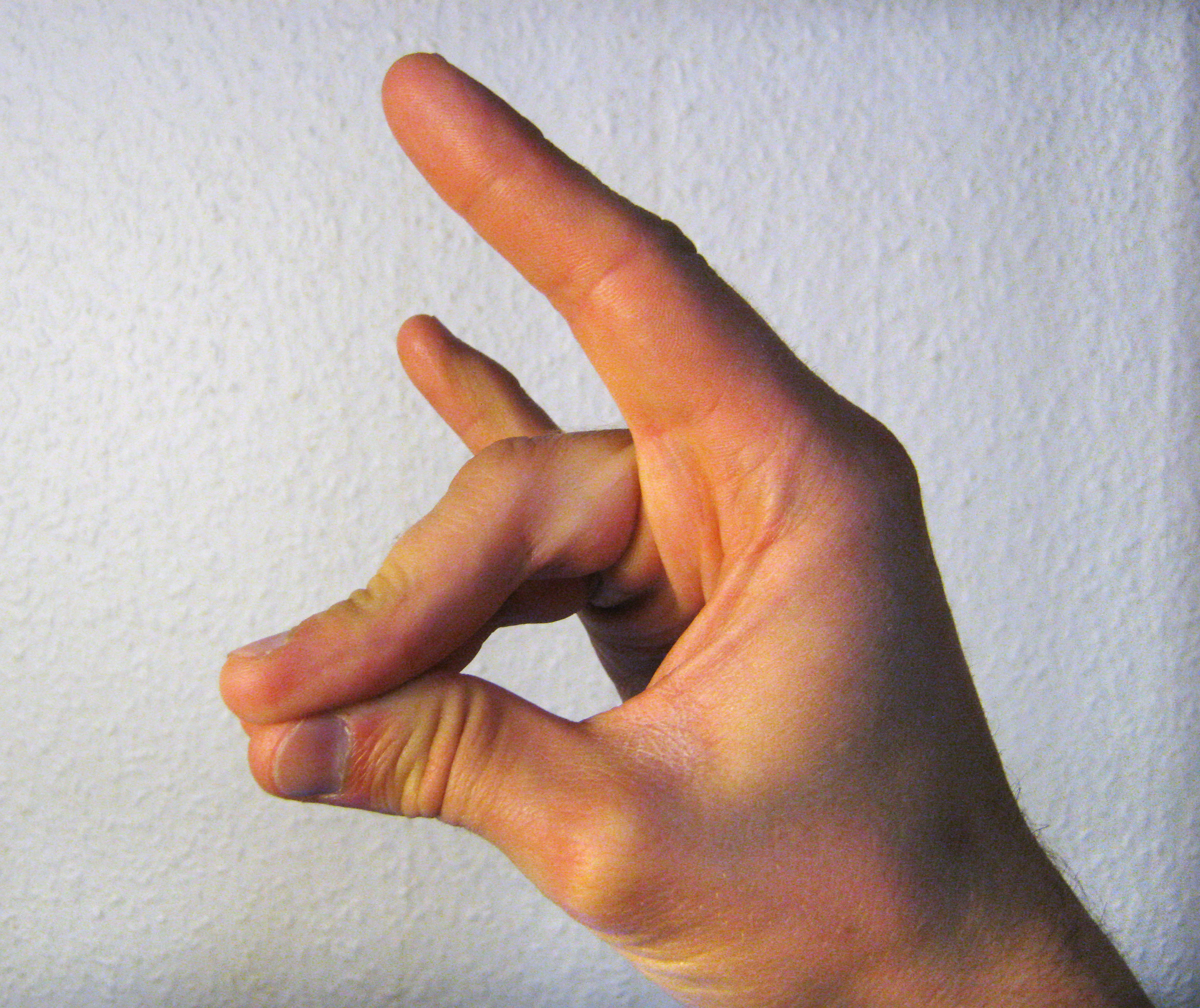
Wolfsgruß der Grauen Wölfe

- Hitlergruß: strafbar gem. § 86a und § 130 StGB.
- Kühnengruß: auch „Widerstandsgruß“, abgewandelte Version des Hitler-Grußes, besteht wie bei diesem aus dem ausgestreckten rechten Arm, wobei jedoch Daumen, Zeige- und Mittelfinger gestreckt und Ring- und kleiner Finger eingeknickt sind. Benannt nach dem deutschen Neonaziführer Michael Kühnen; strafbar gem. § 86a und § 130 StGB.
- Quenelle-Gruß: in Anlehnung an den „Hitlergruß“ von dem für seine antizionistischen und antisemitischen Äußerungen bekannten französischen Komiker Dieudonné M’bala M’bala eingeführte Geste.
- Wolfsgruß: in Deutschland nicht strafbar (in Österreich strafbar bis zu 10.000 € gem. § 3 Symbole-Gesetz[32]) ist das Grußzeichen der Grauen Wölfe, der Anhänger der neofaschistischen[33] türkischen Partei Milliyetçi Hareket Partisi (MHP). Er wird aber auch als Leisefuchs ohne politischen Hintergrund verwendet.

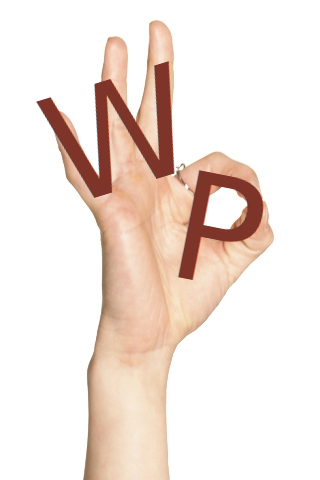
Angebliche Interpretation des OK-Zeichens als White-Power-Symbol

In den letzten Jahren entwickelte sich zudem das Okay-Handzeichen zu einem Erkennungssymbol der White-Supremacy-Bewegung. So beschrieb die Anti-Defamation League 2017 noch, dass es sich bei der angeblichen rechten Bedeutung der Handgeste um eine gezielte Trollaktion der Nutzer des Internetboards 4chan und 8chan handelte. Ziel der sogenannten „Operation O-KKK“ war es, insbesondere Linke und Liberale vorzuführen, indem man vermeintlich harmlose Symbole und Ausdrucksweisen nimmt und diese mit rechter Bedeutung auflädt. Diese selbst fabrizierten Informationen wurden dann veröffentlicht, um sich dann so über jeden lustig zu machen, der darauf hereingefallen ist. Im Verlaufe der nächsten Jahre wurde das Handsymbol allerdings tatsächlich von Rechtsextremen aufgegriffen und verwendet, wie etwa vom Christchurch-Attentäter. 2019 änderte die Anti-Defamation League seine Position und nahm die OK-Geste in seine Datenbank von Hasssymbolen auf und begründete dies mit der vielfachen Verwendung der Geste durch Rechtsextreme, so dass man nicht mehr von einem Streich sprechen könne.

### Netzjargon

Die Flagge des fiktiven Staates Kekistan, die eine deutliche Ähnlichkeit mit der Reichskriegsflagge zur Zeit des Nationalsozialismus aufweist.

Im Netzjargon der Neonazi-Szene wird die Vier als Odal-Rune Othala gelesen und als Erkennungszeichen verwendet.
Im Internet haben sich Rechte und Rechtsextreme schnell Orte gefunden, wo sie ihre eigenen Communities aufbauen oder andere unterwandern konnten. Aufgrund der Internationalität des Netzes kam es zudem zur Vermischung verschiedener, gleichgesinnter Gruppen bzw. solchen mit Überschneidungspunkten. Hierdurch entstanden Ausdrücke, Kommunikationsformen und Memes, die für Außenstehende auf den ersten Blick nicht unbedingt als rechts erkennbar sein können. So entwickelten sich etwa über Internetforen wie 4chan Verbindungen zwischen Gruppen wie den Alt-Right und White Supremacy aus den USA und der Incel-Bewegung, die unter anderem ein starker Antifeminismus eint. Dies führte auch zu einer Übernahme der Ausdrucksweisen dieser Gruppen durch die extremen Rechten. Bei der Verwendung der Begriffe arbeiten die Rechten oft mit vorgeblicher Ironie und Sarkasmus. Diese dient nicht nur zur Verharmlosung der eigenen Ideologie, sondern wird auch verwendet, um so in den Mainstream vorzustoßen. Beim Sturm auf das Kapitol in Washington am 6. Januar 2021 trugen einige der Beteiligten auch Symbole aus dieser Internetkultur wie etwa Kekistanflaggen oder Bilder von Pepe dem Frosch (s. u.).
Zu den verwendeten Memes und Begriffen gehören unter anderem:
- Boogaloo: Ein Begriff, der auf 4chan geprägt wurde, und in den USA als Codewort für einen rassistischen Bürgerkrieg verwendet wird. Abwandlungen davon sind „big luau“ (hawaiianisch für „großes Fest“), oder „big igloo“, weshalb Anhänger der Boogaloo-Bewegung in der Öffentlichkeit auch Iglu-Symbolik und Hawaiihemden tragen.[40]
- Kek: Ursprünglich ein Begriff aus der Gamersprache, der von Benutzern auf 4chan zweckentfremdet wurde. Wurde später mit der altägyptischen Gottheit Kek und der Figur Pepe der Frosch vermischt, um daraus eine neue „Gottheit“ einer vorgeblich ironischen Religion zu schaffen.
- Kekistan: Ein fiktiver Staat der Anhänger von Kek. Eine für den erdachten Staat eigens geschaffene Staatsflagge weist eine deutliche Ähnlichkeit mit der Reichskriegsflagge zur Zeit des Nationalsozialismus auf. Anhänger dieser Ideologie bezeichnen sich selbst als „Kekistanis“.
- Social Justice Warrior: Ein abwertend analog zu Gutmensch benutzter Begriff, bezeichnet eine Person, die für soziale Gerechtigkeit kämpft, jedoch selbst ein überzogenes Bild für Gerechtigkeit besitzt.
- Pepe der Frosch: Eine comichafte Zeichnung eines Frosches, die von Rechten als Meme adaptiert wurde. Sie wird vermeintlich ironisch in rassistischen, antisemitischen und anderweitig rechten Kontexten verwendet.

## Rechtliche Situation
Symbole und Parolen aus der Zeit des Nationalsozialismus und von verbotenen Neonazi-Organisationen öffentlich oder in einer Versammlung zu verwenden oder zu verbreiten gilt im Strafrecht Deutschlands als Verwenden von Kennzeichen verfassungswidriger und terroristischer Organisationen und ist nach § 86a StGB strafbar. Zudem sind danach auch bestimmte Vorbereitungshandlungen mit Strafe bedroht. Beides gilt auch für zum Verwechseln ähnliche Symbole. Oft wird auf nicht verbotene Kennzeichen ausgewichen. Die Verwendung von Kennzeichen, die nicht unter § 86a StGB fallen, kann teilweise als Volksverhetzung nach § 130 StGB geahndet werden. Nach der Ausnahmevorschrift in § 86a Absatz 3 in Verbindung mit § 86 Absatz 3 StGB, der „Sozialadäquanzklausel“, sind Tathandlungen nicht strafbar, wenn sie der staatsbürgerlichen Aufklärung, der Wissenschaft, der Berichterstattung über Vorgänge des Zeitgeschehens oder der Geschichte oder ähnlichen Zwecken dienen.
Auch falls es nicht die Schwelle zur Strafbarkeit überschreitet, kann nach dem Recht Deutschlands ein Verwenden von verfassungsfeindlichen Symbolen durch Beamte dazu führen, dass diese aus dem Beamtenverhältnis entfernt werden (bejaht insbesondere für Tätowierungen).
Nach dem Abzeichengesetz 1960 sind im Recht Österreichs das öffentliche Zurschaustellen von Abzeichen, Uniformen oder Uniformteilen verbotener Organisationen unter Strafe gestellt. Umfasst sind auch „die auf Grund ihrer Ähnlichkeit oder ihrer offenkundigen Zweckbestimmung als Ersatz“ benutzte Abzeichen, Uniformen oder Uniformteile. Dies betrifft insbesondere nationalsozialistische Propaganda.
In den meisten Ländern, wie z. B. den USA, dürfen Symbole des Nationalsozialismus in der Öffentlichkeit getragen werden.